# Guy Pnini
Guy Pnini (en hébreu : גיא פניני) né le 16 mai 1983 à Herzliya, est un basketteur israélien. Il évolue au poste d'ailier.

## Biographie
En décembre 2012, il est condamné à une amende de 100 000 shekels par la Ligat Ha'al pour des injures nazies contre Jonathan Skjöldebrand, joueur du Hapoël Tel-Aviv. Il est aussi privé de son rôle de capitaine de l'équipe du Maccabi Tel-Aviv par l'équipe.
En janvier 2014, il est condamné à une amende de 13 000 euros par l'Euroligue pour avoir frappé volontairement Aleks Marić dans les parties génitales lors d'une rencontre.
Après 5 saisons à l'Hapoël Holon, Pnini revient au Maccabi Tel-Aviv pour la saison 2022-2023

## Palmarès

### Club
- Vainqueur de Euroligue 2014.
- Champion d'Israël en 2011, 2012, 2014 et 2022